# 九如斋
九如斋是中国湖南省长沙市的百年老店，开创于1915年，开宗人饶菊生，为历史悠久的著名糕点。

## 历史
1915年，八角亭日新昌绸布店老板饶菊生开创“九如斋”，名字取自儒家经典《诗·小雅·天保》中“天保九如”，有“福寿绵延”的意思。
1931年，九如斋成立了股份制有限公司。
1938年11月13日，长沙城的文夕大火爆发，九如斋被烧毁。
1939年，九如斋在中山路的分支机构重新开张。
1951年，九如斋被湖南省人民政府接管，划归湖南省百货公司管辖。
1955年，九如斋又划归长沙市糖业糕点公司管辖。
1966年，文化大革命爆发，九如斋被迫更名为“东方红食品店”。
1971年，九如斋恢复店名“九如斋”。
1984年，九如斋拆分为三个店，分别在五一广场、走马楼、八角亭。
1993年，九如斋被中华人民共和国国内贸易部评选为“中华老字号”企业。
1996年，长沙市开始城区建设，九如斋多次配合政府主动搬迁。
2002年，九如斋和长沙市京程实业有限公司联合组建了“长沙市九如斋食品开发有限公司”。

## 特色
九如斋主要经营糕点、卤菜、腊菜、酱菜为主，有著名的食品辣椒油、菌油、光酥饼、五香牛肉干、奶油蛋卷、伊底鸡蓉面等。

### 辣椒油
辣椒油，取食材邵阳市的辣椒，摘掉辣椒蒂，用火烧干，用工具碾碎，再去掉辣椒籽，接着放入茶油、芝麻油、酱油、麻油，再搅拌均匀。

### 五香牛肉干
五香牛肉干，取食材黄牛腿肉，去掉脂肪和肥筋，用热水煮过，弄干牛血和水分，放入锅中，加各种味料煮熟，最后在烘房低温烘烤。

### 菌油
菌油取食材常德农历九十月的菌体（即寒菌），精心熬制而成。

### 光酥饼
光酥饼用下脚糖水与面粉揉和，添加发酵粉作疏松剂，制作成饼，放入烤炉焙烤。

### 奶油蛋卷
用秘方配好料，在模板上烤制成熟蛋皮，用笔杆卷拢蛋皮。

## 同时期老字号
- 稻香村
- 三吉斋
- 南北特